# Masahiko Harada
Masahiko Harada, japonski smučarski skakalec, * 9. maj 1968, Kamikawa, Hokkaido, Japonska. 
Harada je nastopal na mednarodnih tekmah med letoma 1987 in 2003 in sodi v zelo uspešno generacijo japonskih skakalcev, ki so tekmovali v 1990. letih. Poleg Harade so to bili še Kazujoši Funaki, Noriaki Kasai, Takanobu Okabe, Hiroja Saito in drugi. V svetovnem pokalu je tekmoval dolgih šestnajst sezon in nastopil na skupno 211 tekmah. Dosegel je devet posamičnih in tri moštvene zmage. Poleg tega je dvakrat osvojil naslov svetovnega prvaka in moštveni naslov olimpijskega prvaka. Kariero je zaključil v starosti spoštljivih 45 let. 

## Tekmovalna kariera

### Olimpijske igre
Na olimpijskih igrah v Lillehammerju je japonska ekipa na veliki skakalnici zanesljivo bila na poti do zlate medalje. Harada, ki je bil član ekipe, je v prvi seriji skočil 122 metrov. V drugi seriji je potreboval le 105 metrov, da bi se ekipa obdržala na prvem mestu. Vendar pa ga je polomil, skočil je le 98 metrov in zlato medaljo je dobila nemška ekipa. Japonska se je morala zadovoljiti z drugim mestom in srebrno medaljo.
Štiri leta kasneje je imela ekipa zopet priložnost osvojiti zlato medaljo pred domačimi navijači v Naganu, vendar ga je tokrat Harada zopet polomil (79,5 metra) in vsi so že videli scenarij iz Lillehammerja. Vendar se scenarij ni uresničil, v drugi seriji je skočil 137 metrov, zadnji v ekipi, Kazujoši Funaki je pristal pri 125 metrih in zlato je ostalo doma, prvič po igrah v Saporu leta 1972. Poleg tega zlata je osvojil tudi bron na veliki napravi, potem ko je bil po prvi seriji na 6. mestu.
Skupaj je nastopil na petih olimpijskih igrah. Poleg iger v Lillehammerju in Naganu je nastopil še v Albertvillu 1992, Salt Lake Cityu 2002 ter Torinu 2006. 

### Svetovna prvenstva
Harada je dvakratni svetovni prvak. Najprej je slavil v letu 1993, in sicer posamično na srednji skakalnici. Drugič je postal prvak leta 1997, ponovno posamično, le da tokrat na veliki skakalnici. Poleg teh dveh odličij ima še tri srebrne (1997: posamično, srednja skakalnica in ekipno, velika skakalnica ter 1999: ekipno, velika skakalnica) ter en bron (1999: posamično, mala skakalnica).

### Svetovni pokal
Najboljšo uvrstitev v skupnem seštevku je dosegel v sezoni 1997-98, ko je zasedel končno peto mesto. V tej sezoni je dosegel tudi največ zmag v svetovnem pokalu, in sicer pet. 

### Konec kariere
Po tem, da je zadnjih pet sezon večinoma nastopal v nižjih kategorijah skakanja, je dobil priložnost nastopiti tudi na olimpijskih igrah v Torinu, je bil v kvalifikacijah diskvalificiran in po tem dogodku se je odločil, da se preneha aktivno ukvarjati s skoki.
12. julija 2006 je bil izbran za ambasadorja svetovnega prvenstva v  Saporu, ki je potekalo februarja  2007.

## Dosežki v svetovnem pokalu

### Uvrstitve po sezonah
| Sezona  | Skupno | Poleti | JP  | Novoletna | Nordijska |
| ------- | ------ | ------ | --- | --------- | --------- |
| 1986-87 | 85.    | –      | N/A | –         | N/A       |
| 1987-88 | –      | –      | N/A | 80.       | N/A       |
| 1989-90 | 52.    | –      | N/A | –         | N/A       |
| 1990-91 | –      | –      | N/A | 61.       | N/A       |
| 1991-92 | 29.    | –      | N/A | –         | N/A       |
| 1992-93 | 16.    | –      | N/A | 6.        | N/A       |
| 1993-94 | 15.    | –      | N/A | 21.       | N/A       |
| 1994-95 | 59.    | –      | N/A | 64.       | N/A       |
| 1995-96 | 5.     | –      | 3   | 18.       | N/A       |
| 1996-97 | 29.    | –      | 24. | 42.       | 13.       |
| 1997-98 | 4.     | 21.    | 2   | 10.       | 13.       |
| 1998-99 | 9.     | 8.     | 9.  | 8.        | 18.       |
| 1999-00 | 11.    | 15.    | 11. | 6.        | 53.       |
| 2000-01 | 26.    | 50.    | N/A | 21.       | 53.       |
| 2001-02 | 38.    | N/A    | N/A | 31.       | 59.       |
| 2002-03 | –      | N/A    | N/A | –         | –         |

Opomba: oznaka N/A pomeni, da tekmovanja ni bilo na sporedu

### Zmage (9)
| Št. | Sezona  | Datum             | Prizorišče    | Skakalnica                     | Velikost |
| --- | ------- | ----------------- | ------------- | ------------------------------ | -------- |
| 1.  | 1995-96 | 8. december 1995  | Villach       | Villacher Alpenarena K90       | Srednja  |
| 2.  | 1995-96 | 18. februar 1996  | Iron Mountain | Pine Mountain K120             | Velika   |
| 3.  | 1995-96 | 1. marec 1996     | Lahti         | Salpausselkä K90 (nočna tekma) | Srednja  |
| 4.  | 1995-96 | 3. marec 1996     | Lahti         | Salpausselkä K114              | Velika   |
| 5.  | 1997-98 | 8. december 1997  | Villach       | Villacher Alpenarena K90       | Srednja  |
| 6.  | 1997-98 | 12. december 1997 | Harrachov     | Čerťák K90                     | Srednja  |
| 7.  | 1997-98 | 21. december 1997 | Engelberg     | Gross-Titlis-Schanze K120      | Velika   |
| 8.  | 1997-98 | 11. januar 1998   | Ramsau        | Mattenschanze K90              | Srednja  |
| 9.  | 1997-98 | 13. marec 1998    | Trondheim     | Granåsen K120                  | Velika   |